# Clarksville (Indiana)
Clarksville es un pueblo ubicado en el condado de Clark en el estado estadounidense de Indiana. En el Censo de 2010 tenía una población de 21724 habitantes y una densidad poblacional de 824,26 personas por km².

## Geografía
Clarksville se encuentra ubicado en las coordenadas 38°19′20″N 85°46′3″O / 38.32222, -85.76750. Según la Oficina del Censo de los Estados Unidos, Clarksville tiene una superficie total de 26.36 km², de la cual 25.83 km² corresponden a tierra firme y (1.99%) 0.53 km² es agua.

## Demografía
Según el censo de 2010, había 21724 personas residiendo en Clarksville. La densidad de población era de 824,26 hab./km². De los 21724 habitantes, Clarksville estaba compuesto por el 85.05% blancos, el 5.62% eran afroamericanos, el 0.35% eran amerindios, el 0.71% eran asiáticos, el 0.04% eran isleños del Pacífico, el 5.74% eran de otras razas y el 2.49% pertenecían a dos o más razas. Del total de la población el 9.46% eran hispanos o latinos de cualquier raza.